# City-Tunnel Frankfurt
| Straight track |

| Unknown BSicon "tSTRa" |

| Unknown BSicon "tSBHF" |

| Unknown BSicon "tSBHF" |

|  | Unknown BSicon "tSTR" | Unknown BSicon "utSTR+l" |

|  | Unknown BSicon "tSBHF" | Urban tunnel station on track |

|  | Unknown BSicon "tSBHF" | Urban tunnel station on track |

|  | Unknown BSicon "tSTR" | Unknown BSicon "utSTRl" |

| Unknown BSicon "tSHST" |

| Unknown BSicon "tKRZW" |

| Unknown BSicon "tSTR+l" | Unknown BSicon "tABZgr" |  |

| Unknown BSicon "tSHST" | Unknown BSicon "tSTR" |  |

| Unknown BSicon "tSTRe" | Unknown BSicon "tSTR" |  |

| Unknown BSicon "ABZqr" | Unknown BSicon "tKRZ" | Unknown BSicon "STR+r" |

|  | Unknown BSicon "tSTR" | Unknown BSicon "ABZgl" |

|  | Unknown BSicon "tSBHF" | Straight track |

| Unknown BSicon "STR+l" | Unknown BSicon "tKRZ" | One way rightward |

| Straight track | Unknown BSicon "tSTRe" |  |

| One way rightward | Straight track |  |

| Unknown BSicon "tSTRa" |

City-Tunnel Frankfurt är en 6300 meter lång pendeltågstunnel under centrala Frankfurt am Main som trafikeras av Frankfurts S-Bahn. Tunneln går från Frankfurt Hauptbahnhof och vidare under citykärnan till Söder station eller Mühlberg Station. S-Bahnlinjerna S1 till S9 (utom S7) som ägs av Rhein-Main-Verkehrsverbund går genom tunneln. 

## Stationer

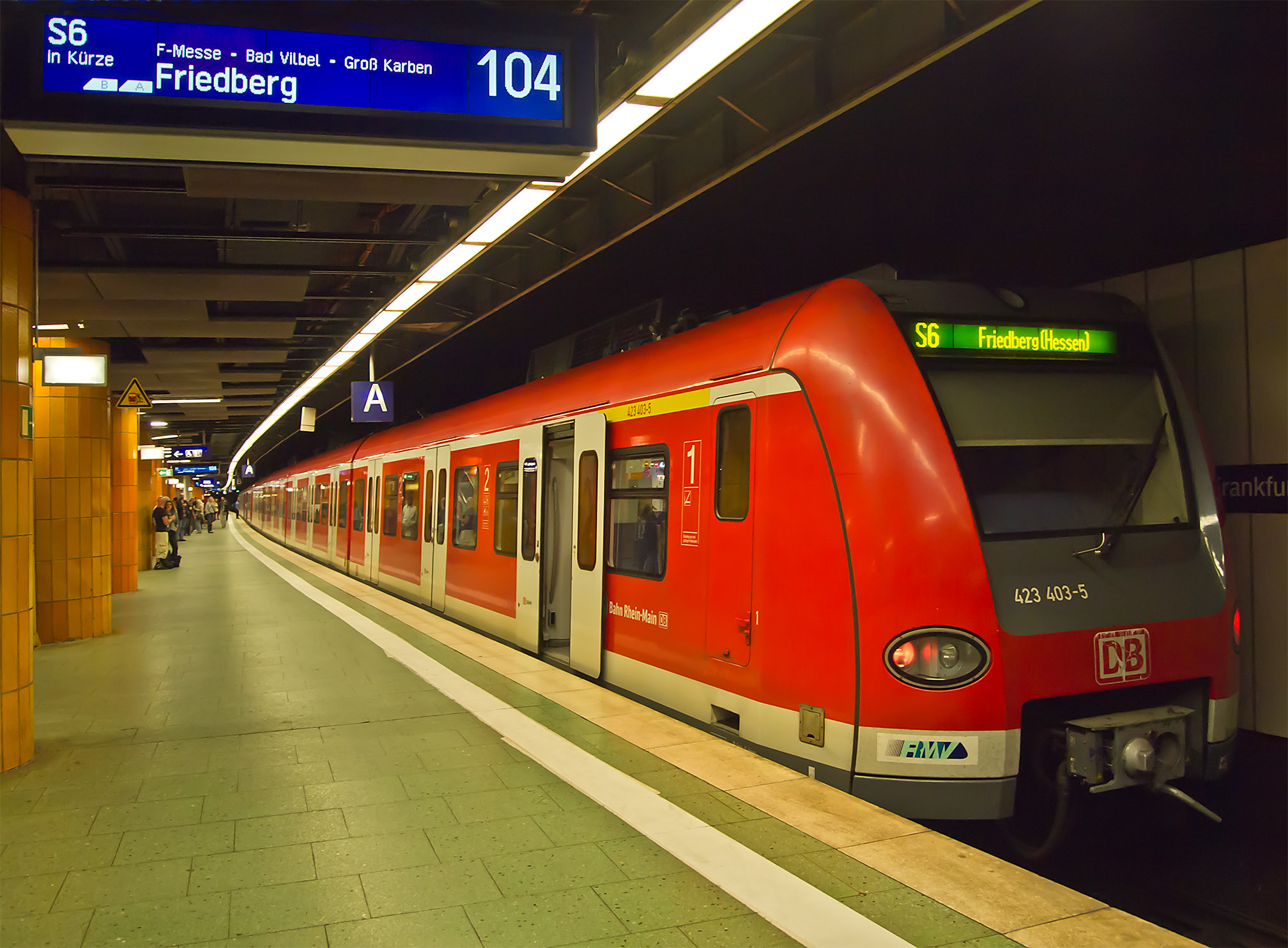
Frankfurt Hauptbahnhof
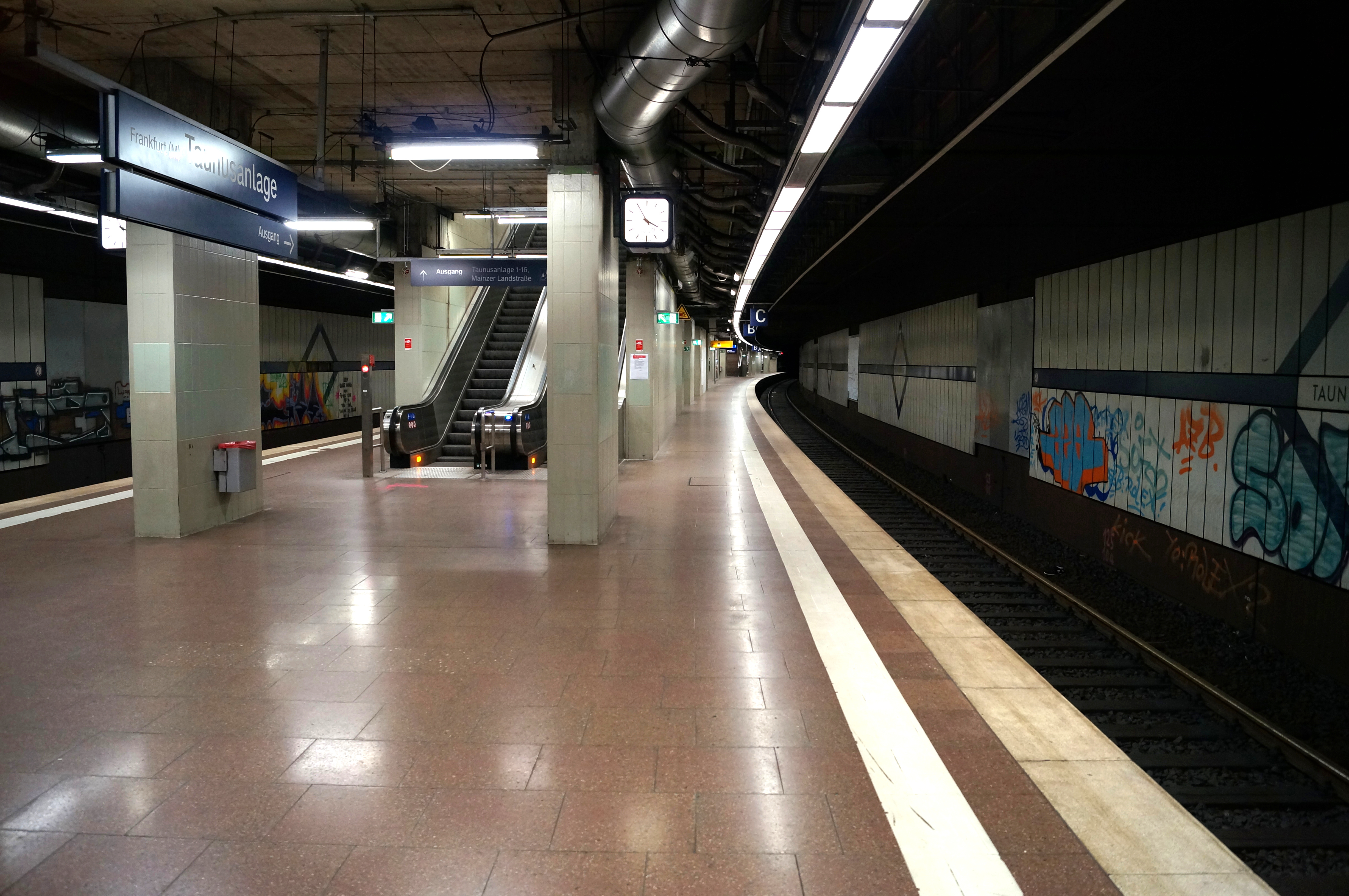
Taunusanlage
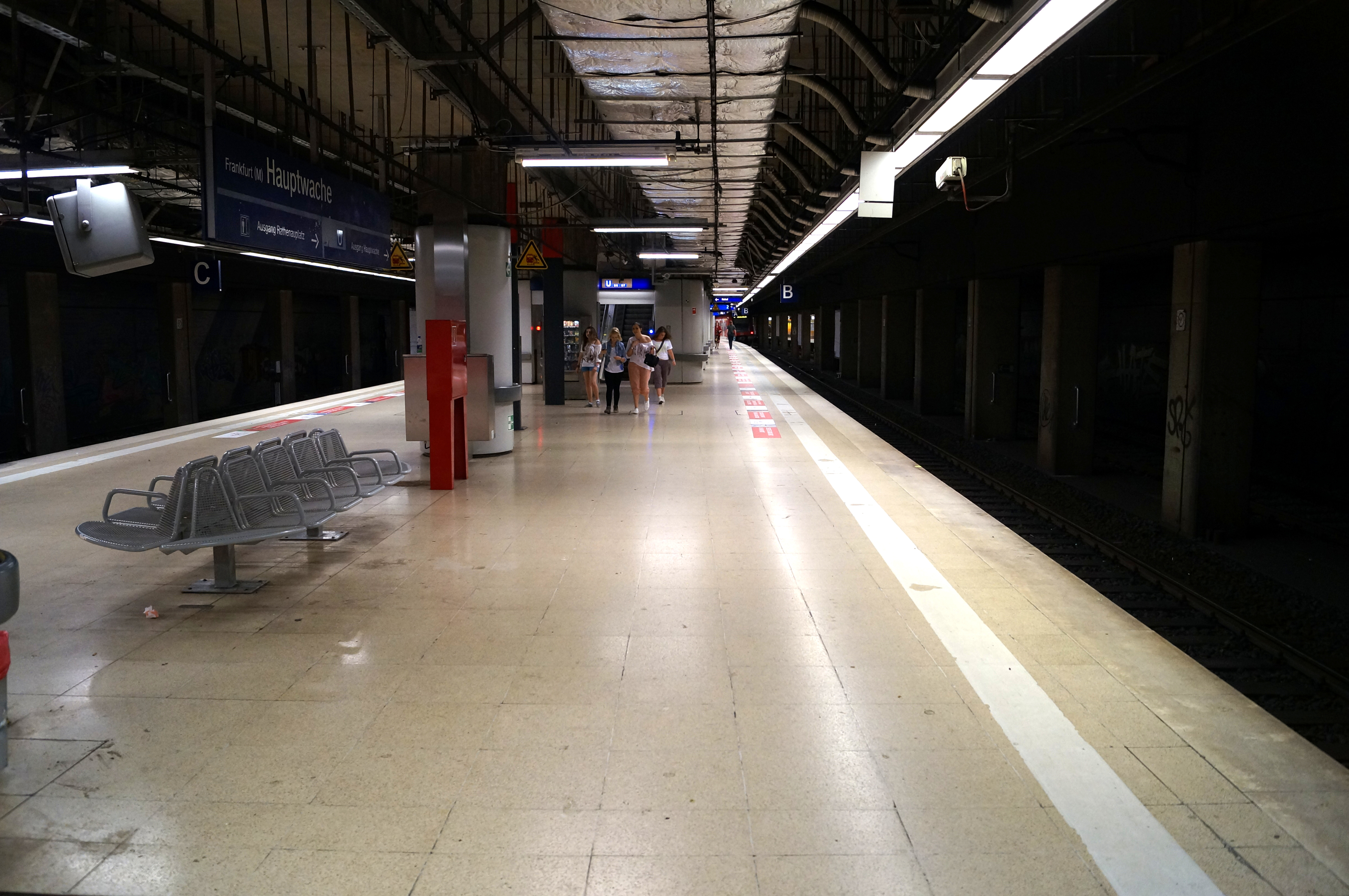
Hauptwache
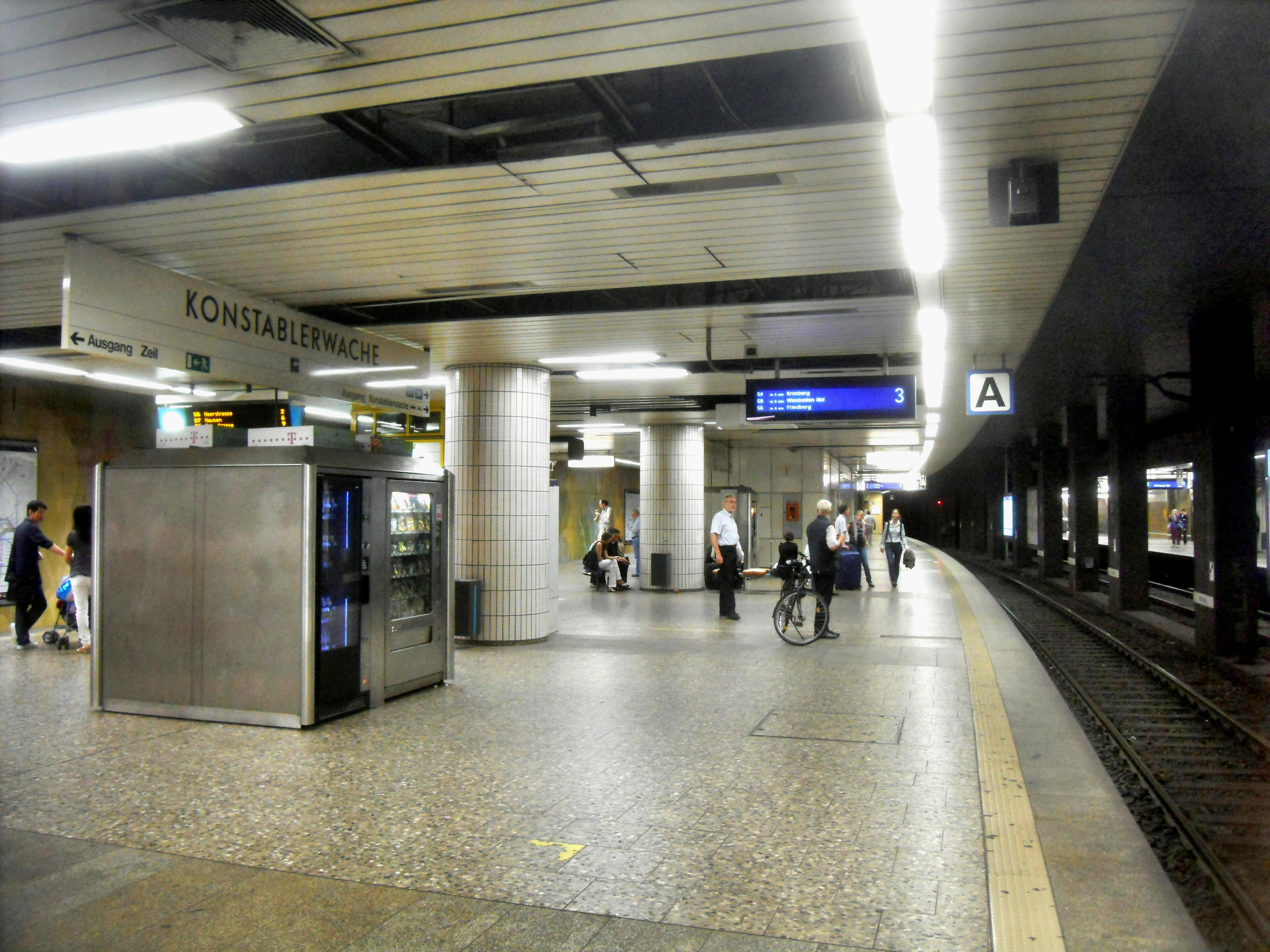
Konstablerwache
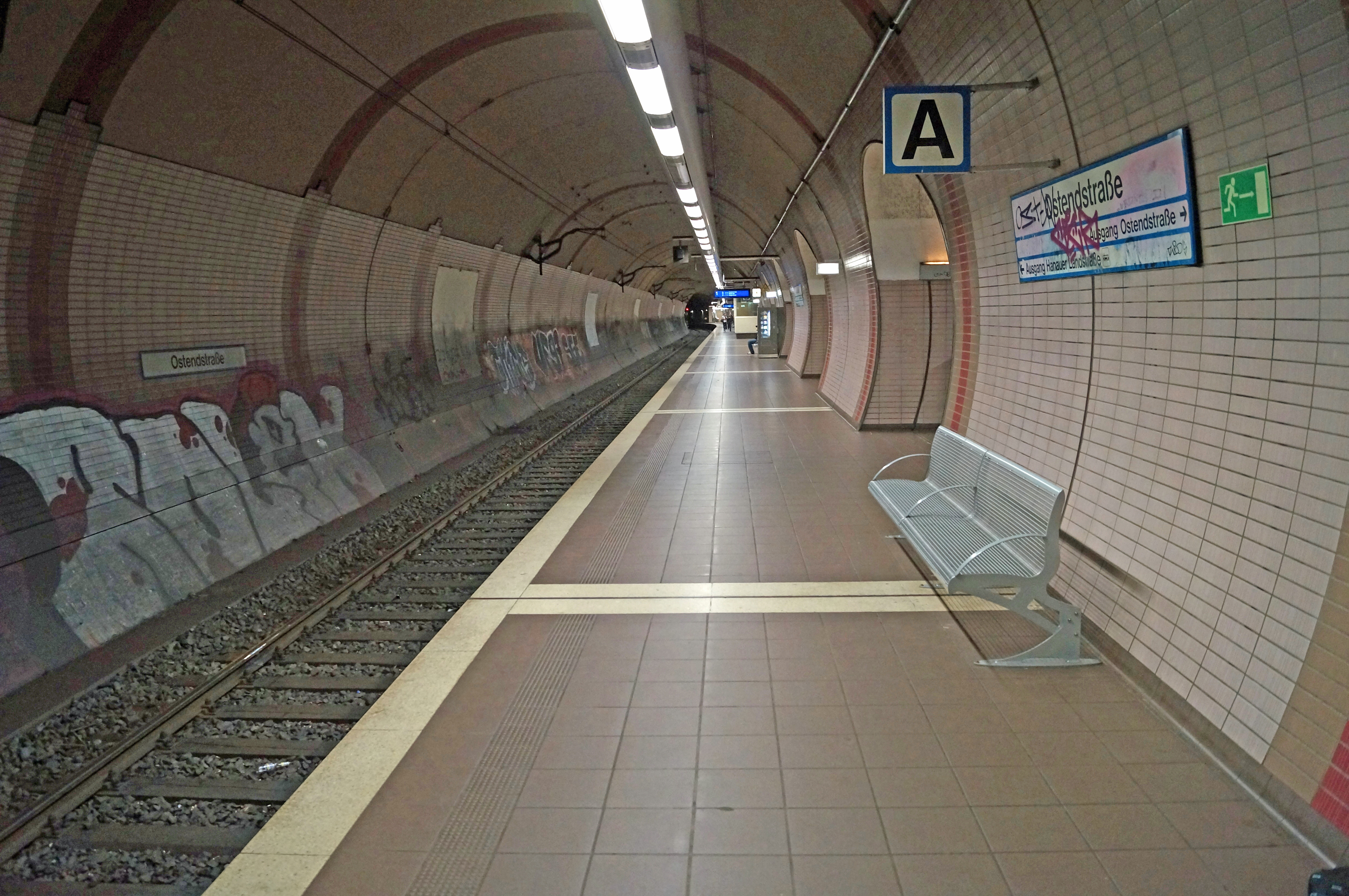
Ostendstraße
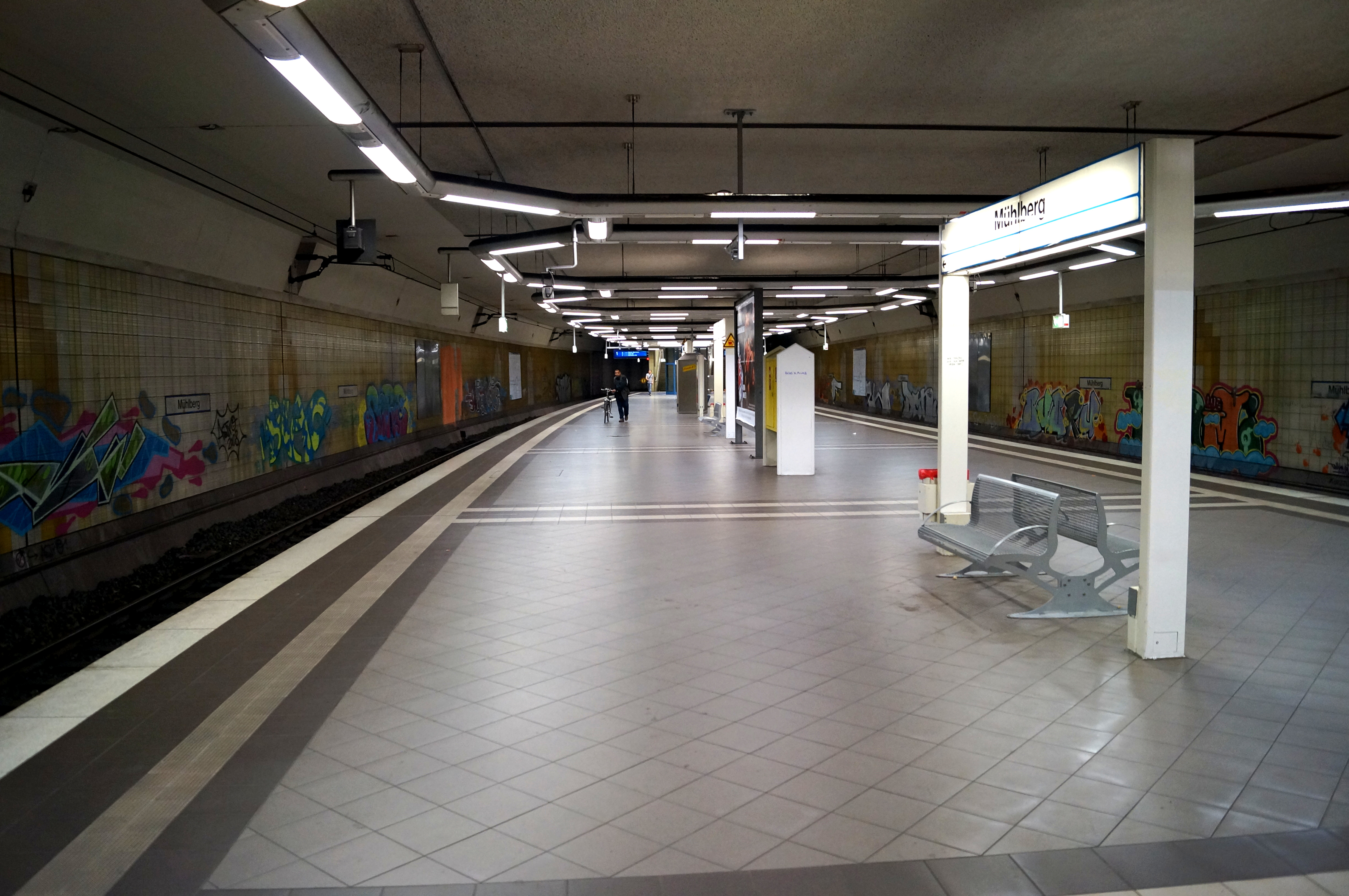
Mühlberg
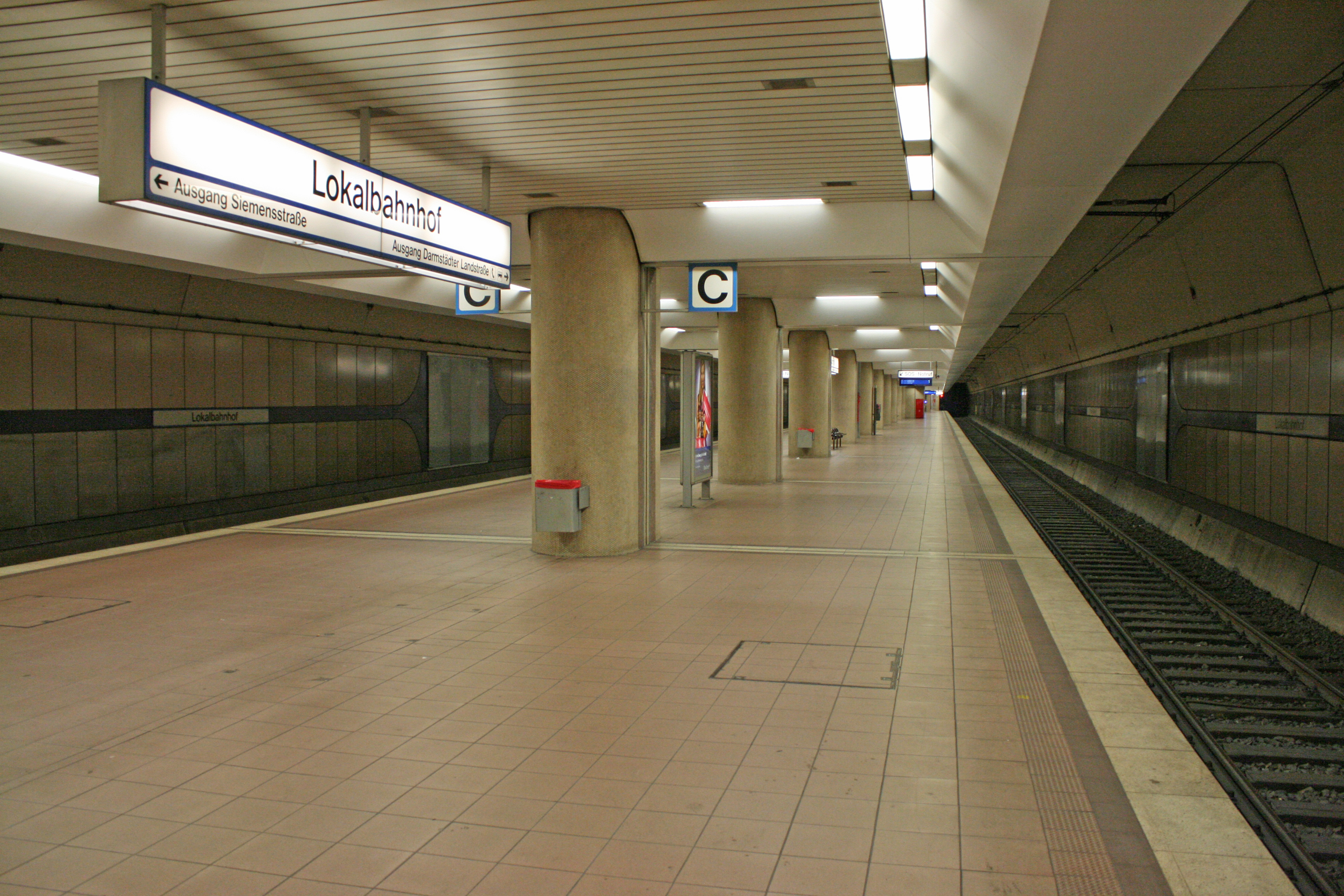
Lokalbahnhof